# Taraxacum ochrochlorum
Taraxacum ochrochlorum — вид квіткових рослин з родини айстрових (Asteraceae). Вид зростає в Європі: Естонія, Латвія, Бельгія, Чехія, Словаччина, Данія, Фінляндія, Німеччина, Люксембург, Велика Британія (ймовірно, інтродукований), Польща, Швеція, Швейцарія; це багаторічна рослина помірних біомів.

## Опис
T. ochrochlorum — велика, м'ясиста, присадкувата кульбаба з дуже широкими крилами до черешка, який зелений знизу; середня жилка зверху іноді має бронзовий відтінок, але не завжди. Бічні частки листя довгі, відкриті та з сигмоподібним дистальним краєм. Зовнішні приквітки вузькі, облямовані та дугасті, злегка загнуті назад. Квіткові голови великі, часто перевищують 60 мм у розширеному стані; смуги язичка темно-сіро-коричневі.